# 穆罕默德·加扎利
穆罕默德·易卜拉欣·扎因丁·‘依布’·加扎利 （1924年6月15日—2003年4月26日），是一名巴基斯坦空軍军官、管理人员和板球队员，曾在1954年参加过两次测试賽。

## 早年生活
加扎利出生於英屬印度孟買的一個孔卡尼人穆斯林家庭。 1947年印巴分治後搬到卡拉奇。

## 家庭
加扎利是曲棍球運動員費羅茲·汗的女婿，汗曾經在1928年夏季奧運會中获得金牌，加扎利的侄子在巴基斯坦空軍任職。
他也是板球運動員伊贾兹·法奇的亲戚。他的妹妹是伊贾兹·法奇的岳母。

## 個人軼事
在他的第二次测试中，在特拉福德，他在两个小时内因為犯規被罚下场，这是板球测试历史上最快的。
在他的职业生涯结束后，他成为了一名管理员。他还曾在巴基斯坦空军服役，军衔为少校。